# Vilić Selo
Vilić Selo (1981-ig Vilić-Selo) falu Horvátországban Pozsega-Szlavónia megyében. Közigazgatásilag Bresztováchoz tartozik.

## Fekvése
Pozsegától légvonalban és közúton 10 km-re, községközpontjától légvonalban és közúton 4 km-re északnyugatra, Szlavónia középső részén, az Orljava jobb partján, a Pakrácot Bresztováccal összekötő főút mentén Boričevci és Brestovac között fekszik.

## Története
A középkorban írásos forrás nem említi. A török uralom idején Vilića néven birtokközpont volt katolikus horvát lakossággal, akik mellé 1697 körül újabb horvátok, valamint pravoszláv szerbek települtek. 1698-ban „Vilich” néven 10 portával szerepel a török uralom alól felszabadított szlavóniai települések összeírásában.
 A bresztováci uradalomhoz tartozott. Az első katonai felmérés térképén „Dorf Villics Szello” néven látható. Lipszky János 1808-ban Budán kiadott repertóriumában „Villichszello” néven szerepel. Nagy Lajos 1829-ben kiadott művében „Villichszello” néven 20 házzal, 129 katolikus és 42 ortodox vallású lakossal találjuk. 1857-ben 180, 1910-ben 276 lakosa volt. 1910-ben a népszámlálás adatai szerint lakosságának 72%-a horvát, 22%-a szerb, 4%-a cseh anyanyelvű volt. Pozsega vármegye Pozsegai járásának része volt. Az első világháború után 1918-ban az új szerb-horvát-szlovén állam, majd később (1929-ben) Jugoszlávia része lett. 1991-ben lakosságának 84%-a horvát, 7%-a szerb nemzetiségű volt. 2011-ben 157 lakosa volt.

## Lakossága
| Lakosság változása | Lakosság változása | Lakosság változása | Lakosság változása | Lakosság változása | Lakosság változása | Lakosság változása | Lakosság változása | Lakosság változása | Lakosság változása | Lakosság változása | Lakosság változása | Lakosság változása | Lakosság változása | Lakosság változása | Lakosság változása |
| ------------------ | ------------------ | ------------------ | ------------------ | ------------------ | ------------------ | ------------------ | ------------------ | ------------------ | ------------------ | ------------------ | ------------------ | ------------------ | ------------------ | ------------------ | ------------------ |
| 1857               | 1869               | 1880               | 1890               | 1900               | 1910               | 1921               | 1931               | 1948               | 1953               | 1961               | 1971               | 1981               | 1991               | 2001               | 2011               |
| 180                | 210                | 207                | 291                | 278                | 276                | 280                | 293                | 270                | 292                | 252                | 232                | 205                | 171                | 185                | 157                |